# Kleinpoppen (Gemeinde Echsenbach)
Kleinpoppen ist eine Ortschaft und eine Katastralgemeinde der Gemeinde Echsenbach im Bezirk Zwettl in Niederösterreich mit 76 Einwohnern (Stand 1. Jänner 2024).

## Geografie
Das Dorf befindet sich westlich von Echsenbach am Oberlauf der Thaya, wo auch eine Brücke in das benachbarte Kleinschönau führt. Die durch den Ort verlaufende Zwettler Straße wird durch eine Umfahrung ersetzt, die weiter im Osten liegt. Der erste Abschnitt wurde im August 2024 für den Verkehr freigegeben. Am 1. April 2020 umfasste die Ortschaft 27 Adressen.

## Geschichte
Die Bewohner waren Waldbauern und betrieben den Ackerbau ebenso wie die Viehzucht, beschrieb Schweickhardt im 19. Jahrhundert den Ort.
Im Jahr 1822 wurde der Ort als Dorf mit 18 Häusern genannt, das nach Echsenbach eingepfarrt war, wohin auch die Kinder eingeschult wurden. Die Herrschaft Allentsteig besaß die Ortsobrigkeit, übte die Landgerichtsbarkeit aus, besorgte die Konskription und hatte die Grundherrschaft inne. Letzter Inhaber der Herrschaft war Freiherr August von Pereira-Arnstein, als diese nach den Reformen 1848/1849 aufgelöst wurde.

## Siedlungsentwicklung
Zum Jahreswechsel 1979/1980 befanden sich in der Katastralgemeinde Kleinpoppen insgesamt 22 Bauflächen mit 13.039 m² und 9 Gärten auf 2.189 m², 1989/1990 gab es 23 Bauflächen. 1999/2000 war die Zahl der Bauflächen auf 60 angewachsen und 2009/2010 bestanden 37 Gebäude auf 78 Bauflächen.

## Bodennutzung
Die Katastralgemeinde ist landwirtschaftlich geprägt. 161 Hektar wurden zum Jahreswechsel 1979/1980 landwirtschaftlich genutzt und 43 Hektar waren forstwirtschaftlich geführte Waldflächen. 1999/2000 wurde auf 161 Hektar Landwirtschaft betrieben und 43 Hektar waren als forstwirtschaftlich genutzte Flächen ausgewiesen. Ende 2018 waren 146 Hektar als landwirtschaftliche Flächen genutzt und Forstwirtschaft wurde auf 43 Hektar betrieben. Die durchschnittliche Bodenklimazahl von Kleinpoppen beträgt 31,9 (Stand 2010).

## Persönlichkeiten
- Rudolf Eichhorn (1853–1925), Pfarrer und Reichsratsabgeordneter